# Richard Reimans
Richard Reimans (* 9. Juni 1882 in Maastricht, Niederlande; † 1. März 1959 in Paris, 13. Bezirk) war ein holländischer Maler an der Akademie der schönen Künste Amsterdam.

## Biografie
Reimans war der Sohn des Arztes Mathias Josef Reimans, Erfinder des federlosen Bruchbandes, und dessen Frau Ida (geborene Otten), beide wohnhaft in Maastricht/Niederlande. Er fand frühzeitig zur Malerei, studierte an der Académie des Beaux-Arts in Amsterdam die holländischen und flämischen Meister des 17. Jahrhunderts. Seine Lehrer waren August Allebé, Dake und Lienhof.
Im Alter von 20 Jahren ging Reimans nach Paris und studierte u. a. bei Léon Bonnat und Jean-Paul Laurens. Reimans malte viel in der Region Béarn, Picardie und in der Bourgogne. Er schuf Ölbilder, Porträts, Akte, ländliche Darstellungen und religiöse Motive.
Reimans war mit Juliette Lafourcade verheiratet. Aus dieser Ehe entstand die Tochter Paulette Reimans, die selbst als Bildhauerin in Paris tätig war und 1992 im 92. Lebensjahr in Paris verstorben ist. Sie lebte bis zum Tod im Atelier von Reimans in der Rue Bruxelles 3, Paris. R.Reimans selbst hat seit 1928 bis zu seinem Tod im Boulevard Arago 65, Paris gewohnt.

## Werke (Auswahl)
- 1900, „Porträt des belgischen Malers Félu“,
- 1904, „Porträt des Malers Dake“,
- 1908, „Porträt Jean Willems, Schwager von Reimans“ Öl auf Leinwand 105 × 142 cm
- 1913, „Altaraufsatz der Kathedrale von Noyon“
- 1931, „Triptychon Kapelle Saint-Mumolin“
- 1934, „Selbstportrait vor Staffelei“

## Auszeichnungen (Auswahl)
- Goldene Auszeichnungen in Lyon
- Goldene Auszeichnungen in London
- 1924 Wettbewerb in Straßburg
- 1927 Diplom in Bordeaux

## Museen / Kirchen (Auswahl)
- Troyes, musée des beaux-arts
- Libourne
- Oran
- Kapelle Saint-Mumolin
- Kirche von Thourotte (Oise)